# Condalia velutina
Condalia velutina är en brakvedsväxtart som beskrevs av Ivan Murray Johnston. Condalia velutina ingår i släktet Condalia och familjen brakvedsväxter. Inga underarter finns listade i Catalogue of Life.